# 鲇川金次郎
鲇川金次郎（1929年3月12日—1976年3月21日）是日本政治人物，曾任参议院议员，是日本有史以来最年轻的参议员。

## 概述

### 早期生活
他是日产康采恩创始人鲇川义介的次子。从小学到大学就读于成蹊学园。成蹊大学政治经济学部毕业。

### 进入政坛
1959年，他单方面宣布与当时的超级偶像雪村泉订婚，引起轩然大波。同年，他参加第5届参议院例选，以30岁的年纪成为有史以来最年轻的当选者。他是自由民主党党员，曾担任外务委员，但他自己的派系涉嫌数千万日元的选举舞弊，导致竞选者逃往海外，他本人也向国会提出申请前往夏威夷静养，但遭到拒绝，在经历了一段时间的混乱和受到批评后，他辞去了国会议员的职务。
这桩丑闻也导致他的父亲义介辞去了国会议员职务，给他的晚年蒙上了阴影。此外，金次郎也没有参加义介的葬礼，当时的周刊上对此有各种猜测。

### 晚年
1974年，45岁的金次郎结婚，他的朋友佐佐淳行是披露宴的代表。两年后，即1976年3月21日，他因哮喘发作，在与妻子出国旅行的途中在巴黎的一家酒店突然去世，享年47岁。

## 亲属
他的父亲是日产汽车集团的创始人鲇川义介。他的哥哥是鲇川弥一，一家科技企业的创始人。他的妻子是诺内斯大学校长鲇川雅子。他的侄子是科技创业董事长鲇川顺太 。